# 梯拟沼螺
梯拟沼螺（学名：Assiminea scalaris），是中腹足目山椒螺科山椒螺属的一种。主要分布于中国大陆，常栖息在潮间带。